# GWR No. 36
GWR № 36 — прототип паровоза с осевой формулой 2-3-0, построенный на Суиндонском заводе Большой западной железной дороги (GWR) в 1896 году, первый 2-3-0 паровоз GWR и один из первых паровозов с этой осевой формулой в Британии. Он был построен по проекту Уильяма Дина, ле-Флеминг называет его необычной конструкцией, совершенно характерной для позднего Дина, и единственным паровозом с большим котлом, изготовленным в полном согласии со взглядами Дина на паровозные котлы. Паровоз получил прозвище «Крокодил». 

## Конструкция
GWR 36 имел двойную главную раму, движущие колёса диаметром 4 ф. 7+1/2 д. (1410 мм) и бегунковую тележку с внешней рамой и колёсами диаметром 2 ф. 8 д. (813 мм) с деревянным центром. Паровая машина имела два цилиндра диаметром 20 ″ (508 мм) с ходом поршня 24 ″ (610 мм). Гармоничное впечатление производили длинный котёл и приподнятая топка с полуцилиндрическим верхом. Среди использованных в паровозе новшеств — дымогарные трубы с рифлёной поверхностью. 

## Эксплуатация
Паровоз был разработан для вождения тяжеловесных грузовых поездов между Ньюпортом и Суиндоном сквозь Севернский тоннель, и превосходно справлялся со своими обязанностями, работая с поездами, которые в ином случае пришлось бы водить двойной тягой. Вероятно, с ухудшением состояния здоровья Дина и ростом влияния Чёрчуорда связано то, что паровоз почти не работал нигде, кроме Суиндона и не пошёл в серию. Чёрчуорд списал его в 1905 году при пробеге всего лишь 171 428 миль (275 887 км).